# Остаток ряда
Ряд, полученный отбрасыванием от исходного n первых членов, называется n-м остатком ряда.
Обозначение:
{\displaystyle r_{n}=\sum _{k=n+1}^{\infty }a_{k}}
Все члены, кроме тех, что входят в n-й остаток ряда, в сумме дают т. н. n-ю частичную сумму ряда.

## Свойства
Для остатка ряда справедливы следующие утверждения:
1. Если ряд сходится, то сходится любой его остаток.
2. Если хотя бы один остаток ряда сходится, то и сам ряд сходится.
3. Если ряд сходится, то

{\displaystyle \lim _{n\to \infty }\sum _{k=n+1}^{\infty }a_{k}=0}
Существуют способы оценки остатка ряда с помощью интегрального признака Коши (для знакоположительного ряда) и Признака сходимости Лейбница (для знакочередующегося ряда).